# 齋藤幸恵
齋藤 幸恵（さいとう ゆきえ）は、日本のフリーアナウンサー、女性司会者。元ファッションモデル。山形県酒田市出身。仙台市在住。

## 経歴
埼玉純真女子短期大学英語学科卒業後、ぎょうせいに入社。
1995年に東北放送を広くPRする「TBCフローラル」となった。同年、モデル事務所ファッションスタジオに所属。1996年、1997年に斉藤夕貴恵という名前でモータースポーツチーム「5ZIGEN」のレースクイーンとして活躍。掲載レーシング雑誌は「GALS PARADISE」（三栄書房）、「完璧キャンギャルファイル」（スコラ）等。
福島県にゆかりのある人物の業績と人生にスポットを当てた福島中央テレビの長寿番組「ふくしまの素顔」では2004年から2010年の最終回までの間リポーターを務める。
現在はフリーアナウンサーとしてイベント、式典、婚礼等の司会を行っている。

近年の主な司会実績
・第40回全国都市緑化仙台フェア未来の杜せんだい2023フィールグリーンオープニングセレモニー
・東北絆まつり2022秋田パレード会場出発式
・東京2020オリンピック聖火リレー「復興の火」記念式典
・東京2020パラリンピック聖火リレー宮城県聖火フェスティバル集火式
・東日本大震災仙台市追悼式
・仙台市フィギュアスケートモニュメントデザイン発表式
・JT将棋日本シリーズ子供大会決勝戦・プロ公式戦決勝大会
・宮城県ドクターヘリ就航式典

資格
・サービス接遇検定1級
・TA(交流分析)カウンセラー修了
・NLPマスタープラクティショナー修了
・サービス介助士インストラクター(公益財団法人日本ケアフィット)
・健康経営アドバイザー

## これまでの主な出演番組
テレビ
- OX仙台放送「情報ライブMovin'」（リポーター）(2007－2008)
- FCT福島中央テレビ「ふくしまの素顔」（リポーター）(2004－2010)
- KHB東日本放送「突撃!ナマイキTV」(2014)

ラジオ
- ラジオ３「アフタヌーンディライツこの指と～まれ！」
- ふくしまFM「CO-OP共済ハピあい！」(2022－現在出演中)

TV-CM出演
- 東北電力・日本食研・四季工房

DVD
- 「スーパーカーフィリア　ランボルギーニ・ミウラP400S」出演（2009年9月）